# Africa e Mediterraneo
Africa e Mediterraneo è un semestrale che dal 1992 presenta dossier e saggi su temi legati alla cultura e società dei paesi africani e alle migrazioni internazionali soprattutto tra Africa ed Europa. Ha sede a Sasso Marconi, Bologna.
In particolare, propone articoli, saggi e dossier di approfondimento su temi legati all'economia, alla storia, alla cultura e alla società dei paesi del continente africano.
La rivista è realizzata da un comitato di redazione ed è sostenuta da un comitato scientifico internazionale.
Dal 2003, Africa e Mediterraneo è anche un'associazione di cooperazione internazionale che si occupa sostanzialmente di educazione allo sviluppo, proponendosi lo scopo di favorire la  rispettiva conoscenza interculturale, in particolare tra Italia e Africa, attraverso l'omonima rivista nonché grazie all'organizzazione di eventi, convegni, corsi di formazione per gli insegnanti, progetti di cooperazione in ambito socio-culturale.
Inoltre, in collaborazione con la Cooperativa Lai-momo, Africa e Mediterraneo organizza manifestazioni artistiche volte alla promozione degli artisti africani in Europa.

## Contenuti, finalità e struttura
L'obiettivo principale del periodico è quello di analizzare ed approfondire la produzione creativa, artistica e letteraria dell'Africa contemporanea, le problematiche sociali e culturali delle diverse aree del continente e i cambiamenti sociali e culturali portati dai flussi migratori e dall’interdipendenza globale. Applicando un approccio transdisciplinare e plurilinguistico, la rivista affronta i temi di volta in volta prescelti attraverso il contributo di varie aree della ricerca umanistica.
La rivista offre un panorama ampio sulle realtà sociali del continente e della sua vitalità culturale, evidenziandone le implicazioni politiche ed economiche. Ogni numero propone un dossier monografico, a cui seguono sezioni tematiche con saggi e articoli di letteratura, storia, arte, cinema, musica dell'Africa, nonché contributi dedicati ad esperienze interculturali e di cooperazione ed educazione allo sviluppo e ai fenomeni migratori.
Le rubriche contengono recensioni di libri e film, mostre d'arte, eventi e convegni in Italia in Africa.

### Dossier
- 1/92 Prospettiva sul Maghreb.
- 2/92 Democrazia per l'Africa.
- 3/92 Il Mediterraneo inquinato.
- 4/93 Somalia e Somalie.
- 5/93 Kongo - Zaire - Kongo.
- 6/93 Politica e letteratura.
- 7/93 Dossier Mozambico.
- 8/94 Stato e potere in Africa.
- 9/94 Ruanda e ingerenza umanitaria.
- 10-11/94 L'Africa aggiustata.
- 1/95 Mediterraneo: cultura, tensioni e prospettive.
- 2/95 Etnie: politica, cultura e manipolazione.
- 3-4/95 Insegnamento: ultima priorità.
- 1/96 Italia-Africa, il rapporto da ricostruire.
- 2/96 Storia e attualità dell'Italia in Africa.
- 3/96 Poeti scomodi africani.
- 4/96 I mezzi di comunicazione in Africa.
- 1/97 Immigrazione e Africa: rappresentazioni e autorappresentazioni.
- 2/97 Lingue e politiche linguistiche in Africa.
- 3-4/97 Democratizzazione e transizione politica in Africa.
- 1/98 Cambiamento politico e relazioni internazionali in Africa.
- 2/98 Israele-Palestina: la pace possibile.
- 3-4/98 Esilio e letteratura.
- 1/99 La città africana.
- 2-3/99 Arte africana contemporanea.
- 4/99 Marocco.
- 1-2/00 Migranti, musiche, feste. L'occhio del fotografo, lo sguardo dell'antropologo.
- 3/00 Art Link. L'arte come mezzo di lotta all'esclusione sociale dei cittadini di etnie minoritarie e degli immigrati.
- 4/00 La donna musulmana tra internet e velo.
- 1-2/01 Africa: economia di povertà.
- 3/01 Danza africana contemporanea.
- 4/01 Sudafrica.
- 1-2/02 Dossier Mozambico.
- 3/02 L'Africa e il Digital Divide.
- 4/02 Identità ricostruite. Migrazioni dentro e fuori l'Africa.
- 1-2/03 Arte contemporanea del Nord Africa
- 3/03 Il cinema africano e il suo pubblico
- 4/03 Il teatro in Africa
- 1-2/04 Le industrie culturali in Africa
- 3/04 L'offerta - inedito di Nuruddin Farah
- 4/04 Ars&Urbis
- 1-2/05 Glocal youth
- 3/05 Filosofia in Africa
- 4/05 Approdi: immigrazione e allargamento europeo
- 1/06 Sulla storia dell'arte africana contemporanea
- 2-3/06 Interculture map. Azioni interculturali in Europa
- 4/06 Esperienze per la creazione di una scuola interculturale europea
- 1/07 In/Out. Giovani, migrazione e società tra nord e sud del Mediterraneo
- 2-3/07 "Oggetti d'arte" nei musei e nelle collezioni nell'Africa contemporanea: le poste in gioco
- 4/07 L'Africa nei musei e nelle collezioni occidentali
- 1/08 Città educativa, migrazione ed educazione alla pace
- 2/08 Medicina e migrazione
- 3-4/08 Africa: turismo e patrimonio
- 1/09 Africa: turismo e patrimonio il caso del Benin
- 2/09 Politiche culturali nei Paesi di Africa, Caraibi e Pacifico
- 3-4/09 Africa fashion: abitare il corpo e vivere la moda
- 1/10 Storie e pratiche del football in Africa
- 2-3/10 Le sfide della mediazione interculturale
- 1/11 Il Senegal e la diaspora senegalese
- 2/11 Lewis Nkosi: Sudafrica, esilio, scrittura
- 1/12 L'arte crea legami
- 2/12 (77): Rifugiati: l’emergenza Nord Africa in Italia
- 1/13 (78): Filantropia africana
- 2/13 (79): Donne nella migrazione
- 1/14 (80): L’Italia e il sistema europeo comune di asilo
- 2/14 (81): Cibo, intercultura, Africa
- 1/15 (82): Immigrazione: media e paura
- 2/15 (83): Oltre l’albero di Acacia: natura e paesaggio in Africa
- 1/16 (84): Sport e immigrazione
- 2/16 (85): Moda e sviluppo in Africa
- 1/17 (86): Ritornare
- 2/17 (87): l’Africa si racconta: dal griot all’influencer digitale
- 1/18 (88): L’integrazione lavorativa di migranti e richiedenti asilo
- 2/18 (89): Libri in Africa, libri d’Africa
- 1/19 (90): Vivre sur le seuil. Rencontres congolaises
- 2/19 (91): Emergenza, comunità, resilienza
- 1-2/20 (92-93): Corno d'Africa: prospettive e relazioni
- 1/21 (94): Tutela ambientale, rifiuti ed economia circolare in Africa
- 2/21 (95): Black to the Future. Arte contemporanea e pratiche creative dell’abbigliamento in Africa e nella Diaspora
- 1/22 (96): Il grado zero del razzismo
- 2/22 (97): Laboratorio Africa

## Critica
Secondo Thomas Boutoux e Cédric Vincent, la rivista si colloca a mezza strada tra le riviste scientifiche di scienze sociali e le riviste culturali e artistiche ed è una delle rare riviste europee specializzate sulla produzione contemporanea di letteratura, musica, teatro, cinema e arte dell'Africa. Inizialmente la rivista si caratterizza con articoli in particolare sull'antropologia, per poi passare nel corso del tempo a testi di cultural studies.